# Cámara de Comercio e Industria de Essonne
La Cámara de Comercio e Industria de Essonne es una entidad pública con el título de cámara consular, encargada de representar los intereses de las empresas comerciales e industriales que operan en el territorio del departamento francés de Essonne.

## Historia
Un decreto del 22 de noviembre de 1899 creó la Cámara de Comercio de Corbeil, que en ese entonces pertenecía al antiguo departamento de Seine-et-Oise, estando subordinada a la Cámara de Comercio de Versalles. La Ley n.º 64-707 del 10 de julio de 1964, que reorganizó la región parisina, preveía la supresión de este departamento y la creación, entre otros, del departamento de Essonne, cuya cabecera se estableció en Évry. 
Tras consultar a diferentes organismos, el decreto n.º 66-572 del 30 de julio de 1966 estableció la circunscripción de la Cámara de Comercio y la Industria de Corbeil en el departamento de Essonne. En la Cámara de Comercio e Industria de Corbeil se convirtió en la Cámara de Comercio e Industria de Essonne. En 1990, esta se trasladó a las nuevas instalaciones de Évry. 

## Organización
La Cámara de Comercio e Industria de Essonne está afiliada a la Asamblea de Cámaras Francesas de Comercio e Industria, así como a la Cámara de Comercio Regional e Industria de la Isla de Francia y se ubicó bajo la tutela administrativa del Ministerio de la Economía y Finanzas. Su actividad está registrada bajo el código APE 9411Z y está inscrita en el registro de empresas con el código SIREN 189 100 027 y SIRET 189100027000523. Un consejo compuesto por treinta y cinco empresarios, elegidos por un período de cinco años, se encarga de la representación de las empresas de Essonne. Este consejo designa una junta formada por el presidente, los vicepresidentes, el tesorero y el secretario, asistidos, si es necesario, por adjuntos. Un director general es responsable de la implementación de las decisiones consulares. 

### Presidencia
| Periodo | Periodo | Nombre             | Función anterior | Observación |
| ------- | ------- | ------------------ | ---------------- | ----------- |
| 1983    | 1992    | René Faure         |                  | -           |
| 1992    | 2004    | Jean-Paul Chaudron |                  | -           |
| 2005    | 2011    | Gérard Huot        |                  | -           |
| 2011    | 2012    | Thomas Chaudron    |                  | -           |
| 2012    | 2016    | Philippe Lavialle  |                  | -           |
| 2016    | 2016    | Didier Desnus      |                  | -           |
| 2016    | 2019    | Emmanuel Miller    |                  | -           |
| 2020    | 2021    | Didier Desnus      |                  | -           |
| 2021    | -       | Patrick Rakotoson  |                  | -           |

### Organismos asociados
La Cámara de Comercio y la industria de Essone, entre otros, son socios de la Cámara de Oficios y Artesanías de Essone, de la Facultad de Oficios de Essone, del organismo público París-Saclay y Club conseils. También participa en los jurados de integración del colegio Télécom École de Management.

### Sedes
Además del hotel consular ubicado en el centro de la ciudad de Évry, la Cámarade Comercio y la industria de Essone cuenta con una sede en el Plateau de Saclay, en Orsay. Asimismo, ha abierto dos incubadoras de empresas Genopole en Évry y La Morangeraie en Morangis. 

## Rol y misiones
La misión de la CCI es contribuir al desarrollo económico de las empresas de su zona. Sus principales campos de actividad son: 
- El apoyo a la empresas y comercios: informar, asesorar y apoyar a las empresas en todas las etapas de su desarrollo.
- La formación: Capacitar a los jóvenes y directivos que requieren las empresas, de acuerdo a las necesidades del mercado.
- La función consultiva: representar a las empresas y al mundo económico ante los organismos públicos.

La Cámara de Comercio e Industria de Essonne representa a las empresas comerciales e industriales del departamento de Essonne. Como tal, desempeña un papel consultivo en los desafíos locales, incluido el desarrollo del cluster tecnológico París-Saclay, Gran París.
Desde hace varios años, la CCI de Essonne apuesta por un enfoque de "Desarrollo Sostenible". Esta estrategia se basa en una preocupación por la calidad con respecto a sus empleados y socios. Respetando los equilibrios medioambientales, económicos y sociales, la CCI de Essonne tiene el deber de dar el ejemplo en este ámbito, porque el mañana empieza hoy. Desde 2008, la CCI de Essonne ha obtenido y mantenido la certificación ISO 9001. Una primera etapa confirmada por la obtención por la obtención de la etiqueta AFAQ 26000 en 2013, el nivel más alto en este enfoque. Renovada hasta 2017, la etiqueta AFAQ 26000 posiciona a la CCI Essonne en el nivel de "ejemplaridad" en este ámbito. Gracias a estas iniciativas voluntarias en materia de certificación de calidad y desarrollo sostenible, la CCI Essonne acompaña, por supuesto, a las empresas del departamento en la aplicación de las normativas establecidas en favor del medio ambiente. 
Apoyo a los emprendedores y a los creadores de empresas, comerciantes, ayuda para la financiación, exportación, recursos humanos, gestión, gestión de competencias, innovación, etc. La CCI cuenta con un equipo de expertos que informa, capacita y acompaña a los directivos, colaboradores de empresas, comerciantes, emprendedores, etc., a lo largo de su recorrido. 
La digitalización y la transición energética son los dos ejes principales de interés en los que la CCI de Essonne centra sus esfuerzos. 
A lo largo del año, la CCI de Essonne organiza importantes eventos emblemáticos: la Rentrée économique (septiembre), Techinnov Event (febrero), les Papilles d'or, DRIM'In Saclay, la Semana Digital (noviembre/diciembre), la Noche del Aprendizaje (enero), etcétera. 
También pone en contacto a las empresas contratantes con los solicitantes de empleo o los jóvenes en búsqueda de prácticas a través de su página web.
La Cámara de Comercio e Industria de Essonne también se encarga de publicar una revista de economía con 30,000 ejemplares. En Essonne Réussir, fundada en 1992, se publica tres veces al año (enero, abril, septiembre). La revista se encarga de resaltar las historias de éxito del departamento y muestra la actualidad económica local.  

### Artículos relacionados
- Essonne (departamento)